# Agerskov (plaats)
Agerskov(Duits:Aggerschau) is een plaats in de Deense regio Zuid-Denemarken, gemeente Tønder, en telt 1267 inwoners (2007).